# 1979年三藩市騷亂
1979年三藩市騷亂 (普通英文名： "怀特晚上騷亂") 是于1979年5月21日发生在美國三藩市的一場騷亂。事件是緣於一件兇殺案，舊金山市長喬治·莫斯科尼與同性戀社群中深受愛戴的已出櫃政治人物，舊金山市議員哈維·米爾克遭到前同僚丹·懷特槍殺，法庭對該兇殺案作出了一個極具爭議性的判決，同性戀社群因不滿法庭的判決而發動示威遊行，遊行人數超過1000人，事件最終演變成騷亂。
事件的來龍去脈見於條目甜點抗辯。

## 外部連結
- Uncle Donald's Castro Street - White Night Riot（页面存档备份，存于）
- High Court Debates Defendants' Right to Counsel of Choice（页面存档备份，存于）
- 《暗夜的哭聲》 ISBN 986-7892-26-7